# حمام توده
حمام توده مربوط به متاخر دوران‌های تاریخی پس از اسلام دوره صفوی است و در شهرستان صدوق، بخش مرکزی، شهر اشکذر، محله باغستان واقع شده و این اثر در تاریخ ۲۶ اسفند ۱۳۸۷ با شمارهٔ ثبت ۲۶۱۴۵ به‌عنوان یکی از آثار ملی ایران به ثبت رسیده‌است.